# Kai Fan Leung
Kai Fan Leung (chinesisch 梁啟勳 / 梁啟勋, Pinyin Liáng Qǐxūn, Jyutping Loeng4 Kai2fan1, kantonesisch Leung Kai Fan; * 11. September 1983 in Hongkong) ist ein Dartspieler aus Hongkong, der bei der PDC unter Vertrag steht.

## Karriere
Seit 2017 versucht Leung sich auf der PDC Tour. Seine Tour Card, die ihn dazu berechtigt, an den Pro-Tour-Turnieren teilzunehmen, verpasste Leung im Jahr 2017 ganz knapp. Dank guter Leistungen in jenem Jahr konnte er sich für die UK-Open qualifizieren, wo er aber gegen Jermaine Wattimena verlor. In der Folge vertrat Leung Hongkong beim World Cup of Darts, wo aber in der ersten Runde schon für ihn Schluss war. Im Oktober qualifizierte er sich für die WM 2018, bei der er nach dem Duell mit Paul Lim bereits nach der Vorrunde wieder abreisen musste.
Seit 2019 ist Leung immer beim World Cup of Darts vertreten, meist mit Royden Lam. Im Jahr 2019 verlor man in Runde 1 gegen Belgien, 2020 gegen Lettland. 2020 konnte sich Kai Fan Leung dann eine Tour Card erspielen. Im Jahr 2020 konnte sich Leung für zwei Turniere der European-Tour qualifizieren, verlor aber immer in Runde 1. Auch bei den UK-Open zeigte er gute Leistungen und kam bis in Runde 3. Im Jahr 2020 versuchte er, sich für die WM zu qualifizieren. Nach einem Sieg gegen Christian Bunse scheiterte er an Martin Schindler und konnte sich somit nicht durchsetzen.
Nach Verlust seiner PDC Tour Card 2021 startete Leung bei der PDC Qualifying School 2022 in der Final Stage. Er konnte sich seine Tour Card jedoch nicht zurückholen. Bei einem der Riley’s Amateur Qualifier in Chester qualifizierte sich Leung für die UK Open 2022. Er verlor sein erstes Spiel mit 5:6 gegen den Deutschen Fabian Schmutzler.
Im August desselben Jahres gewann Leung mit den Swedish Open zum ersten Mal seit drei Jahren wieder ein Turnier der World Darts Federation. Beim WDF World Masters Anfang Dezember spielte sich Leung nach Siegen über Ivo Leeksma, Jelle Klaasen und Owen Roelofs bis ins Halbfinale. Er unterlag hier jedoch dem Nordiren Barry Copeland. Bei den am gleichen Wochenende ausgetragenen World Open kam Leung bis ins Finale. Mit 3:5 verlor er dieses gegen Benjamin Pratnemer.
Bei der Q-School 2023 nahm Leung erneut teil. Dieses Mal schied er in der First Stage aus. Mitte Juni nahm er an den Swiss Open teil und erreichte das Halbfinale, in welchem er gegen Aaron Turner ausschied. Ende Oktober gewann Leung das Irish Classic, indem er sich mit 5:3 im Finale gegen Michael Flynn durchsetzte.
Bei der WDF World Darts Championship 2023 war er an Position zehn gesetzt und verlor sein Zweitrundenspiel gegen den Schweizer Thomas Junghans mit 1:3.
Auch an der UK Q-School 2024 nahm Leung teil. Besonders dank einer Siegesserie am ersten Tag qualifizierte er sich dabei über die Rangliste für die Final Stage, in der er jedoch mit nur einem Punkt in der Rangliste klar keine Tour Card gewann.
Ende August spielte sich Leung ins Halbfinale des Welsh Classic, unterlag aber mit 2:5 gegen Cliff Prior. Kurz darauf stand er ebenfalls im Halbfinale des England Classic. Dieses Mal verlor er gegen Turniersieger Jarred Cole mit 3:4. Das Finale des Italian Grand Masters konnte Leung ebenfalls nicht gewinnen. Mit 1:5 war gegen Jimmy van Schie Schluss. Mitte Oktober ging Leung beim World Masters 2024 in Budapest an den Start. Er gewann zwar sein erstes Spiel, unterlag dann aber in den beiden restlichen Gruppenspielen und verpasste somit den Einzug in die K.-o.-Phase. Bei der WDF World Darts Championship 2024 war Leung an Position sieben gesetzt. Er traf in Runde zwei auf Paul Lim. Nach zwei verlorenen Sätzen kam Leung noch auf 2:2 heran, unterlag aber im letzten Satz mit 1:3 in Legs.
Bei der UK Q-School erreichte Leung per Tagessieg die Final Stage, wo er ein Achtelfinale und am letzten Tag auch ein Viertelfinale erreichte. Diese Erfolge brachten ihm fünf Punkte für die Order of Merit, die jedoch nicht für den Gewinn einer Tour Card ausreichten.

## Besonderes
Kai Fan Leung gilt als einer der besten Softtip-Dartspieler. Zweimal konnte er die Hongkong-Open gewinnen, einmal die Dartslive-World-Tour in Taiwan.

## Weltmeisterschaftsresultate

### PDC
- 2018: Vorrunde (0:2-Niederlage gegen  Paul Lim)

### WDF
- 2023: 2. Runde (1:3-Niederlage gegen  Thomas Junghans)
- 2024: 2. Runde (2:3-Niederlage gegen  Paul Lim)